# Валюр
Валюр (ісл. Knattspyrnufélagið Valur) — ісландський футбольний клуб з Рейк'явіка. Заснований 11 травня 1911 року.

## Історія

### Початок
Футбол з’явився в Ісландії наприкінці дев’ятнадцятого століття і, як і скрізь, став популярним серед молоді. У 1908 році в рамках YMCA в Рейк'явіку була заснована молодіжна група, яку очолив преподобний Фрідрік Фрідрікссон. Хлопці групи активно брали участь у різноманітних заходах у приміщенні та на свіжому повітрі.
До 1911 року в Рейк'явіку було засновано кілька футбольних клубів, хоча в Ісландії цей вид спорту був ще в зародковому стані. 11 травня 1911 року шестеро хлопців заснували футбольний клуб YMCA, змінивши назву клубу на Val пізніше того ж року. Історія розповідає, що коли ці засновники клубу працювали над ремонтом свого футбольного поля в Melunum у Рейк'явіку, над їхніми головами завис сокіл, і тоді у них виникла ідея назвати клуб Val. На урочистому відкритті першого Вальсваллара в Мелунумі восени 1911 р, Фрідрік виголосив промову, в якій він заохочував хлопців продовжувати шлях, яким вони рушили, а також нагадав їм про чесність у грі та роботі та про те, що мир, любов, єдність, краса та енергія повинні панувати в роботі та ніколи не повинно процвітати нічого непристойного та потворного. У 1915 році «Валюр» вперше взяв участь у національному чемпіонаті Ісландії з футболу, але крім них у турнірі змагалися «Фрам» і КР. У 1916 році в асоціації було засновано молодший підрозділ під назвою Væringjar для хлопців YMCA віком до 15 років, які з цього віку приєдналися до «Валюра». У 1919 році ця група молодих вальсменів виграла так званий Fallmeet, ставши першою турнірною перемогою клубу.

### Перші чемпіонські титули
«Валюр» виграв свій перший чемпіонат Ісландії в 1930 році, через дев’ятнадцять років після заснування клубу, довгоочікувана мрія збулася. Преподобний Фрідрік сказав новоспеченим чемпіонам, що перемога, безумовно, була б хорошою, але не слід переоцінювати чи проявляти зарозумілість. Преподобний Фрідрік завжди давав Валсменам різні поради щодо хлоп’ячої гри та пишноти. Національні чемпіонати будуть спорадичними: у 1933, з 1935 по 1938, у 1940 і з 1942 по 1945 роки.
Загалом клуб виграв чемпіонат Ісландії 23 рази, останній успіх був у 2020 році. Це робить Валюр другим найбільш титулованим клубом в Ісландії.

## Досягнення
- Чемпіон Ісландії (23): 1930, 1933, 1935, 1936, 1937, 1938, 1940, 1942, 1943, 1944, 1945, 1956, 1966, 1967, 1976, 1978, 1980, 1985, 1987, 2007, 2017, 2018, 2020.
- Володар Кубка Ісландії (11): 1965, 1974, 1976, 1977, 1988, 1990, 1991, 1992, 2005, 2015, 2016.
- Володар Кубка Ісландської Ліги (5): 2008, 2011, 2018, 2023, 2025
- Володар Суперкубка Ісландії (11): 1977, 1979, 1988, 1991, 1992, 1993, 2006, 2008, 2016, 2017, 2018.

## Виступи в єврокубках
| Сезон   | Змагання                     | Раунд                        | Клуб          | Вдома | На виїзді | В сукупності |
| ------- | ---------------------------- | ---------------------------- | ------------- | ----- | --------- | ------------ |
| 1966–67 | Кубок володарів кубків       | Попередній раунд             | Стандард      | 1–1   | 1–8       | 2–9          |
| 1967–68 | Кубок європейських чемпіонів | Перший раунд                 | Женесс Еш     | 1–1   | 3–3       | 4–4(г)       |
| 1967–68 | Кубок європейських чемпіонів | Другий раунд                 | Вашаш         | 0–6   | 1–5       | 1–11         |
| 1968–69 | Кубок європейських чемпіонів | Перший раунд                 | Бенфіка       | 0–0   | 1–8       | 1–8          |
| 1974–75 | Кубок УЄФА                   | Перший раунд                 | Портадаун     | 0–0   | 1–2       | 1–2          |
| 1975–76 | Кубок володарів кубків       | Перший раунд                 | Селтік        | 0–2   | 0–7       | 0–9          |
| 1977–78 | Кубок європейських чемпіонів | Перший раунд                 | Гленторан     | 1–0   | 0–2       | 1–2          |
| 1978–79 | Кубок володарів кубків       | Перший раунд                 | Магдебург     | 1–1   | 0–4       | 1–5          |
| 1979–80 | Кубок європейських чемпіонів | Перший раунд                 | Гамбург       | 0–3   | 1–2       | 1–5          |
| 1981–82 | Кубок європейських чемпіонів | Перший раунд                 | Астон Вілла   | 0–2   | 0–5       | 0–7          |
| 1985–86 | Кубок УЄФА                   | Перший раунд                 | Нант          | 2–1   | 0–3       | 2–4          |
| 1986–87 | Кубок європейських чемпіонів | Перший раунд                 | Ювентус       | 0–4   | 0–7       | 0–11         |
| 1987–88 | Кубок УЄФА                   | Перший раунд                 | Вісмут Ауе    | 1–1   | 0–0       | 1–1(г)       |
| 1988–89 | Кубок європейських чемпіонів | Перший раунд                 | Монако        | 1–0   | 0–2       | 1–2          |
| 1989–90 | Кубок володарів кубків       | Перший раунд                 | Динамо Берлін | 1–2   | 1–2       | 2–4          |
| 1991–92 | Кубок володарів кубків       | Перший раунд                 | Сьйон         | 0–1   | 1–1       | 1–2          |
| 1992–93 | Кубок володарів кубків       | Перший раунд                 | Боавішта      | 0–0   | 0–3       | 0–3          |
| 1993–94 | Кубок володарів кубків       | Кваліфікаційний раунд        | МюПа          | 3–1   | 1–0       | 4–1          |
| 1993–94 | Кубок володарів кубків       | Перший раунд                 | Абердин       | 0–3   | 0–4       | 0–7          |
| 2006–07 | Кубок УЄФА                   | Перший кваліфікаційний раунд | Брондбю       | 0–0   | 1–3       | 1–3          |
| 2008–09 | Ліга чемпіонів               | Перший кваліфікаційний раунд | БАТЕ          | 0–1   | 0–2       | 0–3          |
| 2016–17 | Ліга Європи                  | Перший кваліфікаційний раунд | Брондбю       | 1–4   | 0–6       | 1–10         |
| 2017–18 | Ліга Європи                  | Перший кваліфікаційний раунд | Вентспілс     | 1–0   | 0–0       | 1–0          |
| 2017–18 | Ліга Європи                  | Другий кваліфікаційний раунд | Домжале       | 1–2   | 2–3       | 3–5          |
| 2018–19 | Ліга чемпіонів               | Перший кваліфікаційний раунд | Русенборг     | 1–0   | 1−3       | 2–3          |
| 2018–19 | Ліга Європи                  | Другий кваліфікаційний раунд | Санта-Колома  | 3–0   | 0–1       | 3–1          |
| 2018–19 | Ліга Європи                  | Третій кваліфікаційний раунд | Шериф         | 2–1   | 0–1       | 2–2(г)       |
| 2019–20 | Ліга чемпіонів               | Перший кваліфікаційний раунд | Марибор       | 0−3   | 0−2       | 0−5          |
| 2019–20 | Ліга Європи                  | Другий кваліфікаційний раунд | Лудогорець    | 1−1   | 0−4       | 1−5          |
| 2021–22 | Ліга чемпіонів               | Перший кваліфікаційний раунд | Динамо Загреб | 0−2   | 2−3       | 2−5          |
| 2021–22 | Ліга конференцій             | Другий кваліфікаційний раунд | Буде-Глімт    | 0−3   | 0−3       | 0−6          |

## Відомі футболісти
- Ейдур Ґудйонсен
- Германн Гуннарссон